# Liste de chutes d'eau du Québec

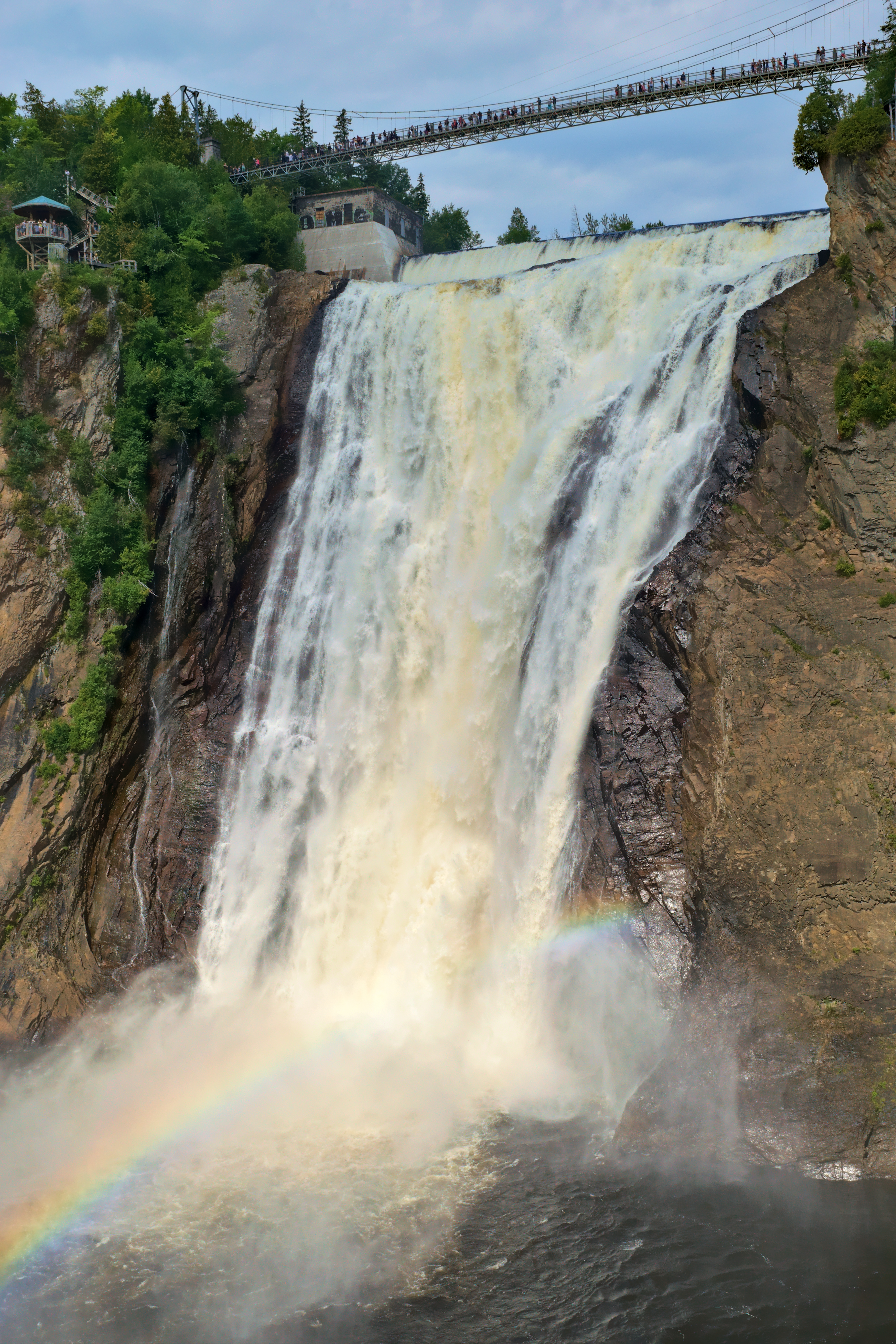
La chute Montmorency, la plus célèbre chute du Québec.

Cette liste recense certaines chutes d’eau du Québec, classées par régions.

## Classement par région

### Bas-Saint-Laurent
- Chutes Beaulieu
- Chute de la Branche Nord
- Chute du Collège
- Chute à Dancause
- Le Grand Saut
- Chute à Hormidas-Deschênes
- Chutes à Hubb
- Chute MacKenzie
- Sault Mackenzie
- Chute du Mem
- Chute Neigette
- Sault Noir
- Le Petit Sault
- Chute à Philomène
- Chute à Ringuette
- Chutes de Rivière-du-Loup
- Chutes de la Rivière Ouelle
- Chute à Romain
- Chutes du Ruisseau Indian Falls
- Chute du Sault
- Le Sault (Témiscouata-sur-le-Lac)
- Le Sault (Saint-Ulric)
- Saut du Seigneur
- Chute à Ti-Mé
- Les Trois Petits Saults

### Capitale-Nationale

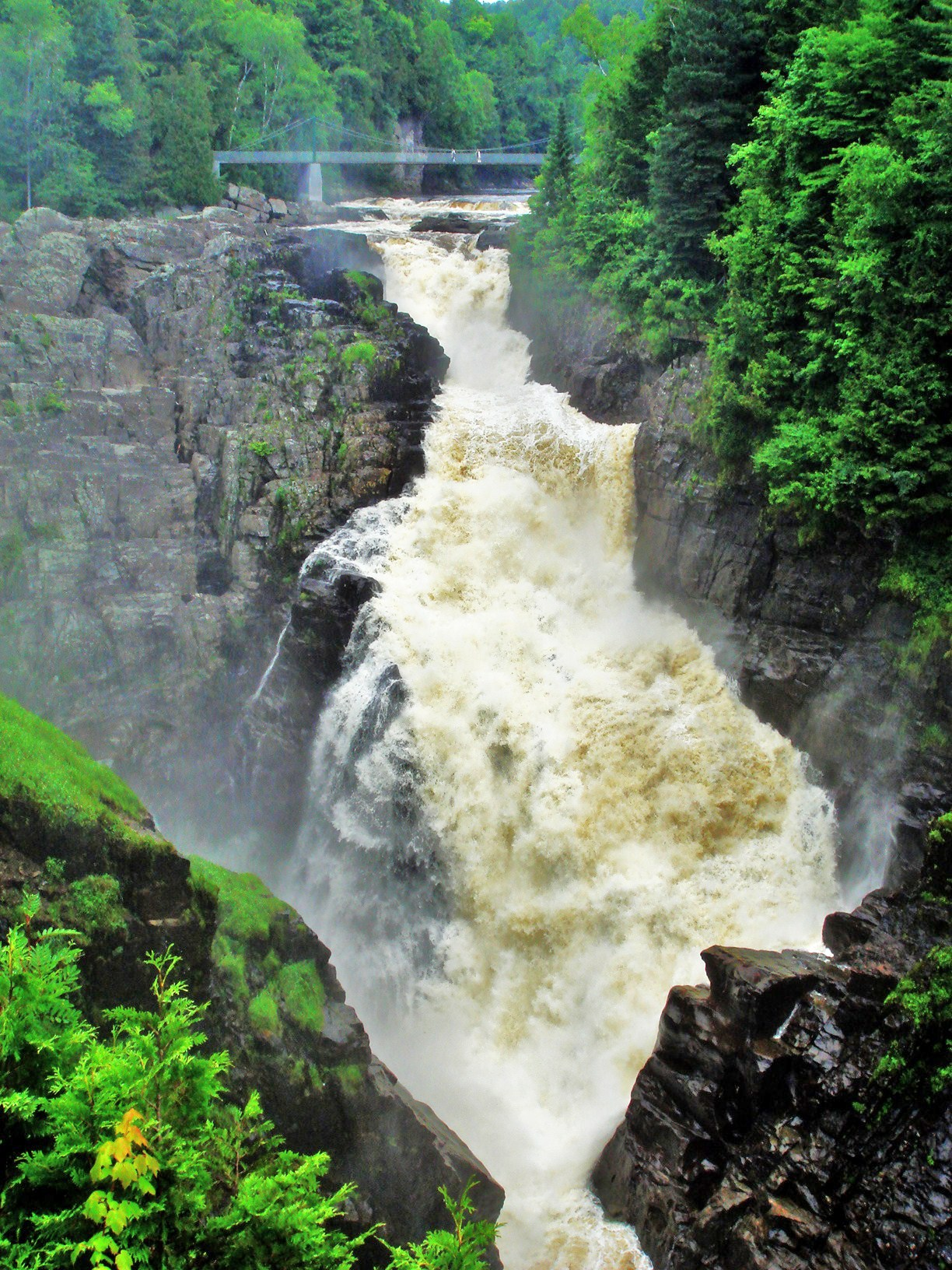
Chute Sainte-Anne

- Chute des Cascades
- Chute Delaney
- Chute du ruisseau Blanc
- Chutes Jean-Larose
- Chute Kabir Kouba
- Chute Montmorency
- Chute Sainte-Anne
- Sept-Chutes

### Chaudière-Appalaches
- Chutes d’Armagh
- Chutes de la Chaudière
- Chute Sainte-Agathe-de-Lotbinière
- Sept-Chutes

### Côte-Nord
- Chute Kalimazoo
- Chute MacDonald
- Chute Manitou
- Chute Vauréal

### Estrie
- Chute de Berry
- Chutes Burroughs
- Les Cascades
- Chutes Cushing
- Chutes à Donat
- Chute à Duplin
- Chutes Fontainebleu
- Chutes Hunter
- Chutes à Kendall
- Chute de Longeway

### Gaspésie–Îles-de-la-Madeleine
- Chute du Diable
- Chute du Grand Sault
- Chute Jalbert
- Chute la Grotte de Percé
- Chute à Picot
- Chute de la rivière aux Émeraudes
- Chutes du Ruisseau Creux
- Chute Sainte-Anne
- Chute le Voile de la Mariée
- La Chute du Parc national Forillon

### Lanaudière

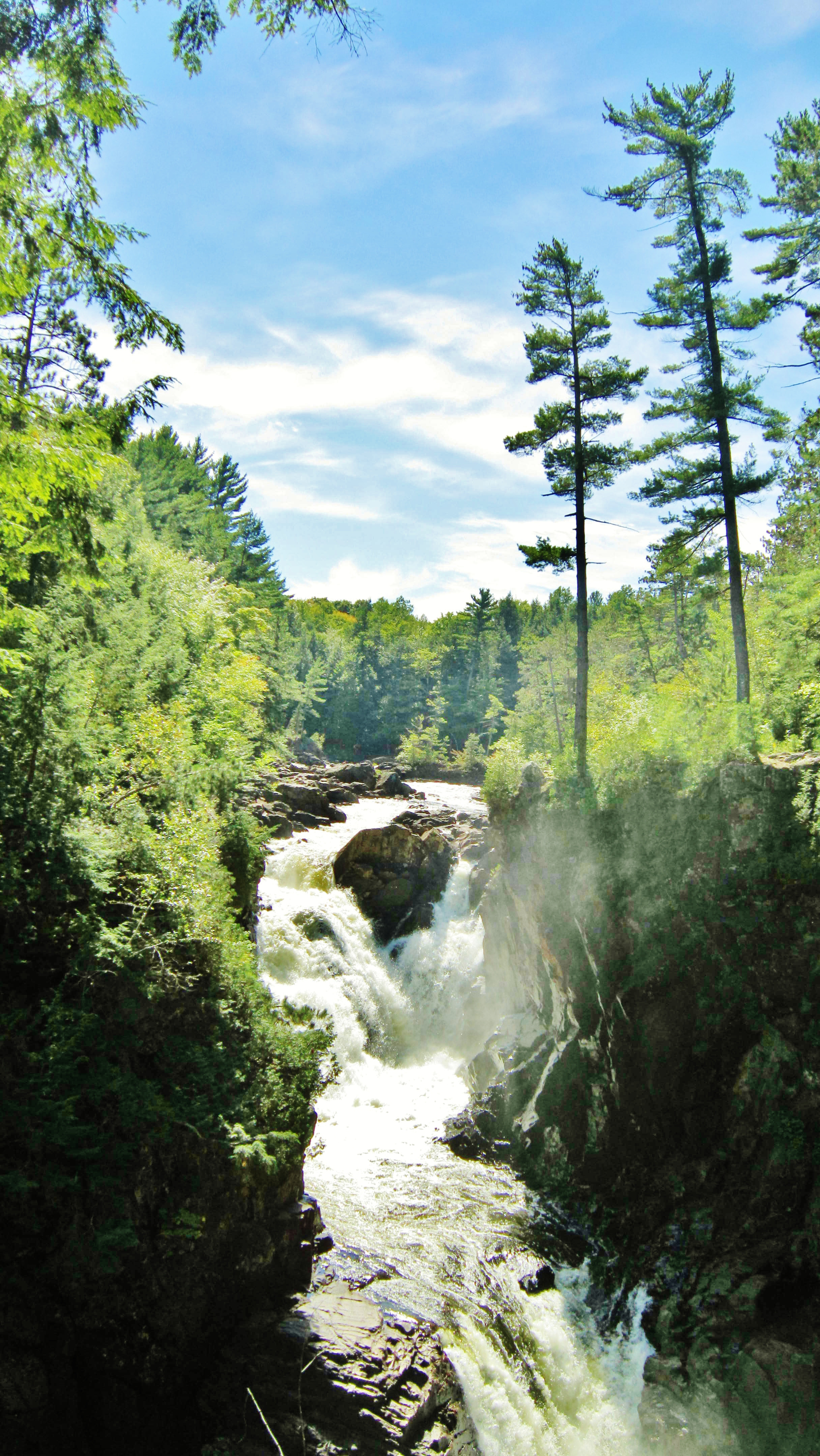
Chutes Dorwin

- Chute à Bouleau
- Chute Brûlée
- Chute à Bull
- Chute du Calvaire
- Les Cascades
- Chute du Cimetière de Bois
- Les Dalles
- Chute Daly
- Chutes Dorwin
- Chutes à Lauzon
- Chute Magnan
- Chute Manchester
- Chutes Mason
- Chute à Ménard
- Chute à Michel
- Chute à Miron
- Chute Monte-à-Peine
- Chute aux Rats
- Chutes des Rentiers
- Les Sept Chutes
- Chute à Tellier
- Chute Vasseur
- Le Voile de la Mariée

### Laurentides
- Chutes des Amoureux
- Chute Archambault
- Chute Bell
- Chute aux Bleuets
- Chute du Capitaine
- Chute Connor
- Chutes Croches
- Chute de la Dame Cassée
- Chute du Diable
- Chute du Gironde
- La Grande Chute
- Chute aux Iroquois
- Chutes de Lakeview
- Chutes Lounan
- Chute Maclean
- Chutes de New Glasgow
- Chute du Patry
- Chute à Raby
- Chute Rascas
- Chute du Saut du Crapaud
- Chutes du Serpent
- Chutes à Serré
- Chute du Windigo

### Mauricie
- Chutes de Shawinigan
- Chutes du Neuf
- Chute du moulin seigneurial de Tonnancour
- Chutes Parker
- Chutes Waber
- Chutes de Sainte-Ursule
- Chutes à Magnan

### Montérégie
- Chutes de Roxton Falls
- Chutes Saint-Louis

### Nord-du-Québec
- Chutes Amitapanuch
- Chute du Calcaire
- Chute Korluktok
- Chutes Nastapoka
- Évacuateur de crues de l'aménagement Robert-Bourassa

### Outaouais
- Chutes du Moulin
- Chute des Chaudières
- Chutes Coulonge

### Saguenay-Lac-Saint-Jean

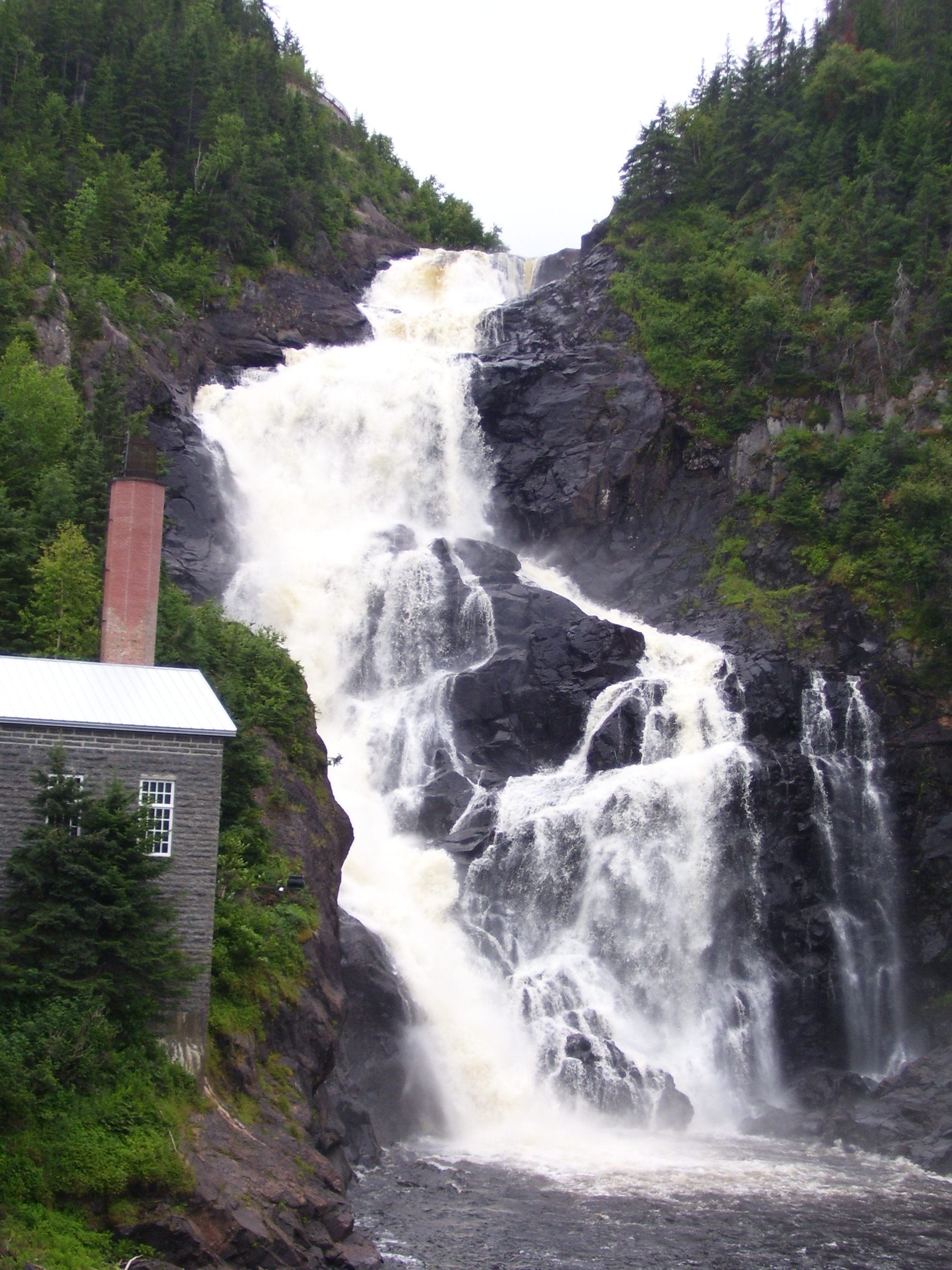
Chute Ouiatchoua

- Canyon de la rivière à Mars
- Chute aux Galets
- Chutes à l'Ours
- Chutes Blanches
- Chutes Chaudière
- Chutes du Père
- Chute Gagnon
- Chute Garneau
- Chute Ouiatchoua